# Райна Петрова
Райна Атанасова Петрова е българска драматична и киноактриса.

## Биография
Родена е във Враца на 16 февруари 1902 г. През 1919–1920 г. учи в драматично-театралната школа към Народния театър.
От 1922 до 1926 г. специализира във Франция. След завръщането си в България работи в Пловдивски общински театър, театър „Петър Стойчев“, „Свободен театър“, Варненски общински театър.
През 70-те години на двадесети век Петрова е вторият глас на Паула Мейзга в дублажа на „Семейство Мейзга“, поемайки ролята от Люба Алексиева.
Райна Петрова почива на 78 години през март 1980 г. в София.

## Роли
Райна Петрова играе множество роли, по-значимите са:
- Анушка – „Силата на мрака“ от Лев Толстой
- Мисис Чивли – „Идеалният мъж“ от Оскар Уайлд
- Лида – „Платон Кречет“ от Александър Корнейчук[1]

## Филмография
- „Адрес“ (1979) – Дора
- „Топло“ (1978)
- „Последният ерген“ (1974)
- „Един снимачен ден“ (тв, 1968) – една от любопитните
- „В края на лятото“ (1967)
- „По тротоара“ (1967) – майката на Евгени